# Os Cafajestes
Os cafajestes é uma filme brasileiro de 1962, do gênero drama, escrito e dirigido por Ruy Guerra. Teve participação no roteiro de Miguel Torres. Foi o primeiro filme dirigido por Ruy Guerra no Brasil. A atriz Norma Bengell protagonizou o primeiro nu frontal do cinema brasileiro neste filme. Em novembro de 2015 o filme entrou na lista feita pela Associação Brasileira de Críticos de Cinema (Abraccine) dos 100 melhores filmes brasileiros de todos os tempos. Foi listado por Jeanne O Santos, do Cinema em Cena, como "clássicos nacionais".

## Sinopse
Um jovem rico, muito mimado, ao ver seu pai indo à falência, organiza um plano para reverter a situação. Ele consegue um cúmplice para armar um flagrante do tio rico com uma mulher. O objetivo era tirar fotos e tentar ganhar dinheiro através de uma chantagem.

## Elenco
- Jece Valadão.... Jandir
- Norma Bengell.... Leda
- Daniel Filho.... Vavá
- Hugo Carvana
- Lucy de Carvalho.... Vilma
- Glauce Rocha
- Germana Delamare
- Fátima Sommer
- Aline Silvia
- Mariana Ferraz

## Principais prêmios e indicações
Festival de Berlim 1962 (Alemanha)
- indicado ao Urso de Ouro.